# Матчи женской сборной России по волейболу 1993
В 1993 году женская сборная России по волейболу приняла участие в трёх официальных турнирах, проводимых под эгидой ФИВБ и ЕКВ.

## Турниры и матчи

### Гран-при
| 28 мая. Токио (Япония). Россия — Куба 3:1 (16:14, 15:7, 7:15, 15:10). Предварительный этап. 1-й тур. Группа «А» |
| --- |

Россия: ???.

Куба: ???
| 29 мая. Токио (Япония). Россия — Япония 1:3 (14:16, 15:5, 5:15, 12:15). Предварительный этап. 1-й тур. Группа «А» |
| --- |

Россия: ???.

Япония: ???
| 30 мая. Токио (Япония). Россия — Германия 3:1 (15:7, 7:15, 15:5, 15:8). Предварительный этап. 1-й тур. Группа «А» |
| --- |

Россия: ???.

Германия: ???
| 4 июня. Бангкок (Таиланд). Россия — Бразилия 1:3. Предварительный этап. 2-й тур. Группа «С» |
| ------------------------------------------------------------------------------------------- |

Россия: ???.

Бразилия: ???
| 5 июня. Бангкок (Таиланд). Россия — Южная Корея 3:1 (15:10, 15:12, 13:15, 15:6). Предварительный этап. 2-й тур. Группа «С» |
| --- |

Россия: ???.

Южная Корея: ???
| 6 июня. Бангкок (Таиланд). Россия — Куба 1:3 (13:15, 6:15, 15:8, 12:15). Предварительный этап. 2-й тур. Группа «С» |
| --- |

Россия: ???.

Куба: ???
| 11 июня. Сидней (Австралия). Россия — Куба 1:3. Предварительный этап. 3-й тур. Группа «Е» |
| ----------------------------------------------------------------------------------------- |

Россия: ???.

Куба: ???
| 12 июня. Сидней (Австралия). Россия — США 2:3 (15:7, 15:13, 13:15, 16:17, 15:17). Предварительный этап. 3-й тур. Группа «Е» |
| --- |

Россия: ???.

США: ???
| 13 июня. Сидней (Австралия). Россия — Китай 3:1 (9:15, 15:10, 15:6, 15:8). Предварительный этап. 3-й тур. Группа «Е» |
| --- |

Россия: ???.

Китай: ???
| 18 июня. Гонконг. Россия — Китай 1:3 (15:13, …, …, …). Финальный этап. Групповой раунд. Группа «G» |
| -------------------------------------------------------------------------------------------------- |

Россия: Морозова, Батухтина, Меньшова, Артамонова, Тищенко, Грачёва. Выход на замену: ?.

Китай: ???
| 19 июня. Гонконг. Россия — Южная Корея 3:1 (9:15, 15:13, 15:5, 15:12). Финальный этап. Групповой раунд. Группа «G» |
| --- |

Россия: Морозова, Батухтина, Меньшова, Артамонова, Тищенко, Грачёва. Выход на замену: ?.

Южная Корея: ???
| 20 июня. Гонконг. Россия — Бразилия 3:1 (3:15, 15:10, 17:15, 15:7). Финальный этап. Мат за 3-е место |
| --- |

Россия: Морозова, Батухтина, Меньшова, Артамонова, Тищенко, Грачёва. Выход на замену: ? 

Бразилия: ???
Сборная России приняла участие в первом розыгрыше Гран-при, который был проведён по оригинальной системе, прежде не применявшейся в международных соревнованиях. На предварительном этапе восемь сильнейших национальных сборных мира выступали по туровой системе. В каждом туре (всего их было три) команды делились на четвёрки и проводили в них однокруговые турниры. Все результаты шли в общий зачёт. Российские волейболистки выиграли четыре матча из девяти проведённых и, заняв 5-е место, вышли в финальный этап.
В играх финального этапа, состоявшего из группового раунда и двух финалов, участвовали шесть лучших команд по итогам предварительной стадии. Сборная России в своей группе заняла второе место, а затем в матче за «бронзу» обыграла команду Бразилии. Тем самым российская национальная команда выиграла первые медали в своей недавней истории.

### Чемпионат Европы
| 24 сентября. Злин (Чехия). Россия — Украина 0:3 (10:15, 13:15, 7:15). Предварительный этап. Группа «В» |
| --- |

Россия: ???.

Украина: ???
| 25 сентября. Злин (Чехия). Россия — Беларусь 3:0 (15:5, 15:3, 15:6). Предварительный этап. Группа «В» |
| --- |

Россия: ???.

Беларусь: ???
| 26 сентября. Злин (Чехия). Россия — Греция 3:1 (15:5, 10:15, 15:7, 15:3). Предварительный этап. Группа «В» |
| --- |

Россия: ???.

Греция: ???
| 28 сентября. Злин (Чехия). Россия — Румыния 3:0 (15:4, 15:7, 15:5). Предварительный этап. Группа «В» |
| --- |

Россия: ???.

Румыния: ???
| 29 сентября. Злин (Чехия). Россия — Германия 3:0 (15:3, 15:7, 15:9). Предварительный этап. Группа «В» |
| --- |

Россия: ???.

Германия: ???
| 1 октября. Брно (Чехия). Россия — Италия 3:1 (15:9, 12:15, 16:14, 15:2). Полуфинал |
| ---------------------------------------------------------------------------------- |

Россия: ???.

Италия: ???
| 2 октября. Брно (Чехия). Россия — Чехия и Словакия 3:0 (17:15, 15:3, 15:6). Финал |
| --------------------------------------------------------------------------------- |

Россия: ???.

Чехия и Словакия: ???
Сборная России стартовала в своём первом розыгрыше европейского первенства с неожиданного сухого поражения от сборной Украины. Но в дальнейшей российские волейболистки осечек не допускали и, одержав шесть побед подряд, в том числе в финале над объединённой сборной Чехии и Словакии, завоевали своё первое «золото» на международной арене. Впрочем, дебютантом чемпионата Европы была только сама сборная, а половина выступавших в ней волейболисток уже являлись действующими победителями континентального первенства в составе сборной СССР, причём Валентина Огиенко и Елена Чебукина стали четырёхкратными чемпионками Европы, Ирина Ильченко и Елена Батухтина — трёхкратными, а Марина Панкова и Наталья Морозова — двукратными.

### Всемирный Кубок чемпионов
| 16 ноября. Токио (Япония). Россия — Китай 2:3 (9:15, 15:7, 13:15, 15:11, 11:15). |
| -------------------------------------------------------------------------------- |

Россия: ???.

Китай: ???
| 17 ноября. Токио (Япония). Россия — Япония 3:2 (15:13, 7:15, 17:15, 11:15, 15:12). |
| ---------------------------------------------------------------------------------- |

Россия: ???.

Япония: ???
| 19 ноября. Токио (Япония). Россия — Куба 1:3 (15:13, 4:15, 7:15, 6:15). |
| ----------------------------------------------------------------------- |

Россия: ???.

Куба: ???
| 20 ноября. Токио (Япония). Россия — Перу 3:2 (15:4, 11:15, 13:15, 16:14, 19:17). |
| -------------------------------------------------------------------------------- |

Россия: ???.

Перу: ???
| 23 ноября. Токио (Япония). Россия — США 3:1 (11:15, 15:12, 15:4, 15:3). |
| ----------------------------------------------------------------------- |

Россия: ???.

США: ???
Выиграв чемпионат Европы, сборная России получила право стартовать в первом розыгрыше Всемирного Кубка чемпионов, в котором кроме неё приняли участие победители континентальных первенств текущего года (Китай, Куба, Перу), а также сборная Японии в качестве хозяйки соревнований и приглашённая сборная США. Турнир прошёл по круговой системе. Российские волейболистки выиграли три матча из пяти и стали бронзовыми призёрами розыгрыша.

## Итоги
Всего на счету сборной России в 1993 году 24 официальных матча. Из них выиграно 15, проиграно 9. Соотношение партий 55:40. Соперниками россиянок в этих матчах были национальные сборные 14 стран.
| Турнир                    | И  | В | П | С/О   | Место |
| ------------------------- | -- | - | - | ----- | ----- |
| Гран-при                  | 12 | 6 | 6 | 25:24 | 3-е   |
| Чемпионат Европы          | 7  | 6 | 1 | 18:5  | 1-е   |
| Всемирный Кубок чемпионов | 5  | 3 | 2 | 12:11 | 3-е   |

## Состав
| №  | Игрок              | Год рождения | Амплуа      | Клуб       | Турниры и игры | Турниры и игры | Турниры и игры | Всего матчей |
| №  | Игрок              | Год рождения | Амплуа      | Клуб       | ГП             | ЧЕ             | КЧ             | Всего матчей |
| -- | ------------------ | ------------ | ----------- | ---------- | -------------- | -------------- | -------------- | ------------ |
| 1  | Лариса Яровенко    | 1975         | нападающая  | «Уралочка» | ?              |                |                |              |
| 1  | Валентина Огиенко  | 1965         | центральная | «Уралочка» |                | ?              | ?              |              |
| 2  | Наталья Морозова   | 1973         | центральная | «Уралочка» | ?              | ?              | ?              |              |
| 3  | Марина Панкова     | 1963         | связующая   | «Мурсия»   | ?              | ?              |                |              |
| 4  | Елена Батухтина    | 1971         | нападающая  | «Уралочка» | ?              | ?              | ?              |              |
| 5  | Ирина Ильченко     | 1968         | нападающая  | «Младост»  | ?              | ?              | ?              |              |
| 7  | Татьяна Меньшова   | 1970         | нападающая  | «Уралочка» | ?              | ?              | ?              |              |
| 8  | Евгения Артамонова | 1975         | нападающая  | «Уралочка» | ?              | ?              | ?              |              |
| 9  | Елизавета Тищенко  | 1975         | центральная | «Уралочка» | ?              | ?              | ?              |              |
| 10 | Мария Лихтенштейн  | 1976         | связующая   | «Уралочка» |                | ?              | ?              |              |
| 11 | Елена Чебукина     | 1965         | центральная | «Младост»  | ?              | ?              |                |              |
| 11 | Ирина Донец        | 1976         | нападающая  | «Уралочка» |                |                | ?              |              |
| 12 | Татьяна Грачёва    | 1973         | связующая   | «Уралочка» | ?              | ?              | ?              |              |
| 13 | Светлана Корытова  | 1968         | нападающая  | «Уралочка» | ?              |                |                |              |
| 14 | Юлия Тимонова      | 1973         | нападающая  | «Уралочка» |                | ?              | ?              |              |
| 15 | Инесса Емельянова  | 1975         | центральная | «Уралочка» |                |                | ?              |              |
| 17 | Ирина Уютова       | 1973         | нападающая  | «Уралочка» | ?              |                |                |              |

- Главный тренер — Николай Карполь.
- Тренер — Михаил Омельченко.

## Другие турниры
Кроме официальных соревнований сборная России в экспериментальном составе приняла участие в традиционном международном турнире BVC Volley Cup в Монтрё (Швейцария) и заняла в нём 7-е место. Турнир прошёл с 13 по 18 апреля. Результаты сборной России:
Групповой этап — Бразилия 2:3, Швейцария -:3, Тайвань 3:0.
Полуфинал за 5-8 места — США 0:3. Матч за 5-е место — Тайвань 3:0.